# Rheinau ZH
| ZH ist das Kürzel für den Kanton Zürich in der Schweiz. Es wird verwendet, um Verwechslungen mit anderen Einträgen des Namens Rheinau zu vermeiden. |

Rheinau ist eine politische Gemeinde im Bezirk Andelfingen, dem Weinland des Schweizer Kantons Zürich. Der Mundartname lautet Riinau.

## Geographie
Bei Rheinau bildet der Rhein eine Doppelschleife. Die Ortschaft liegt in der westlichen Schleife gegenüber der Rheininsel mit dem ehemaligen Kloster Rheinau. Der Rhein wurde für das Kraftwerk Rheinau gestaut. Die Ortschaft grenzt in drei Himmelsrichtungen an die Bundesrepublik Deutschland. Von der Gemeindefläche dienen 25,6 % der Landwirtschaft, 54,7 % sind mit Wald bedeckt, 4,1 % sind Verkehrsfläche und 7,8 % Siedlungsfläche, 7,4 % sind Gewässer und 0,4 % unproduktive Fläche.

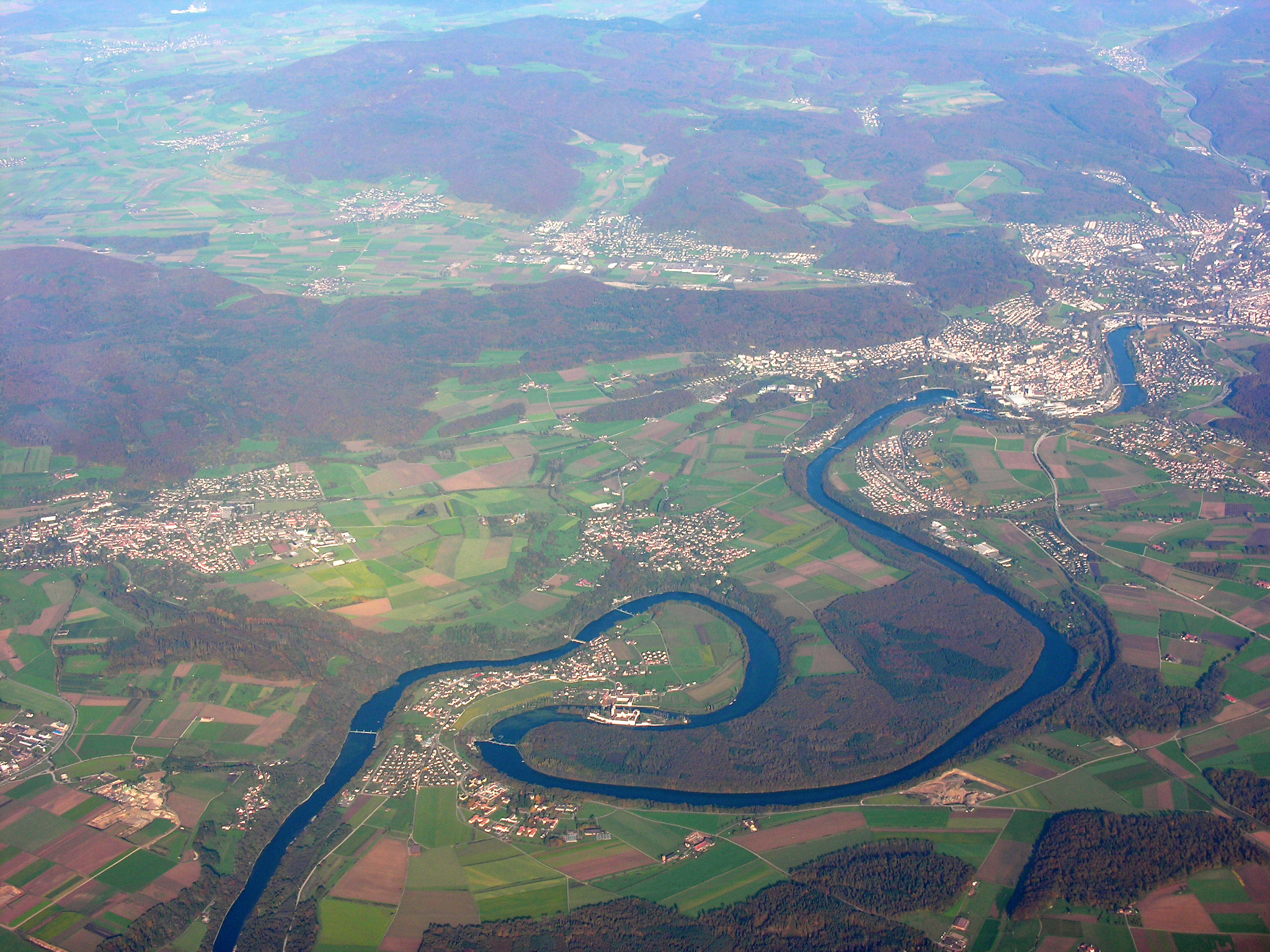
Rheinschleife mit Rheininsel Rheinau

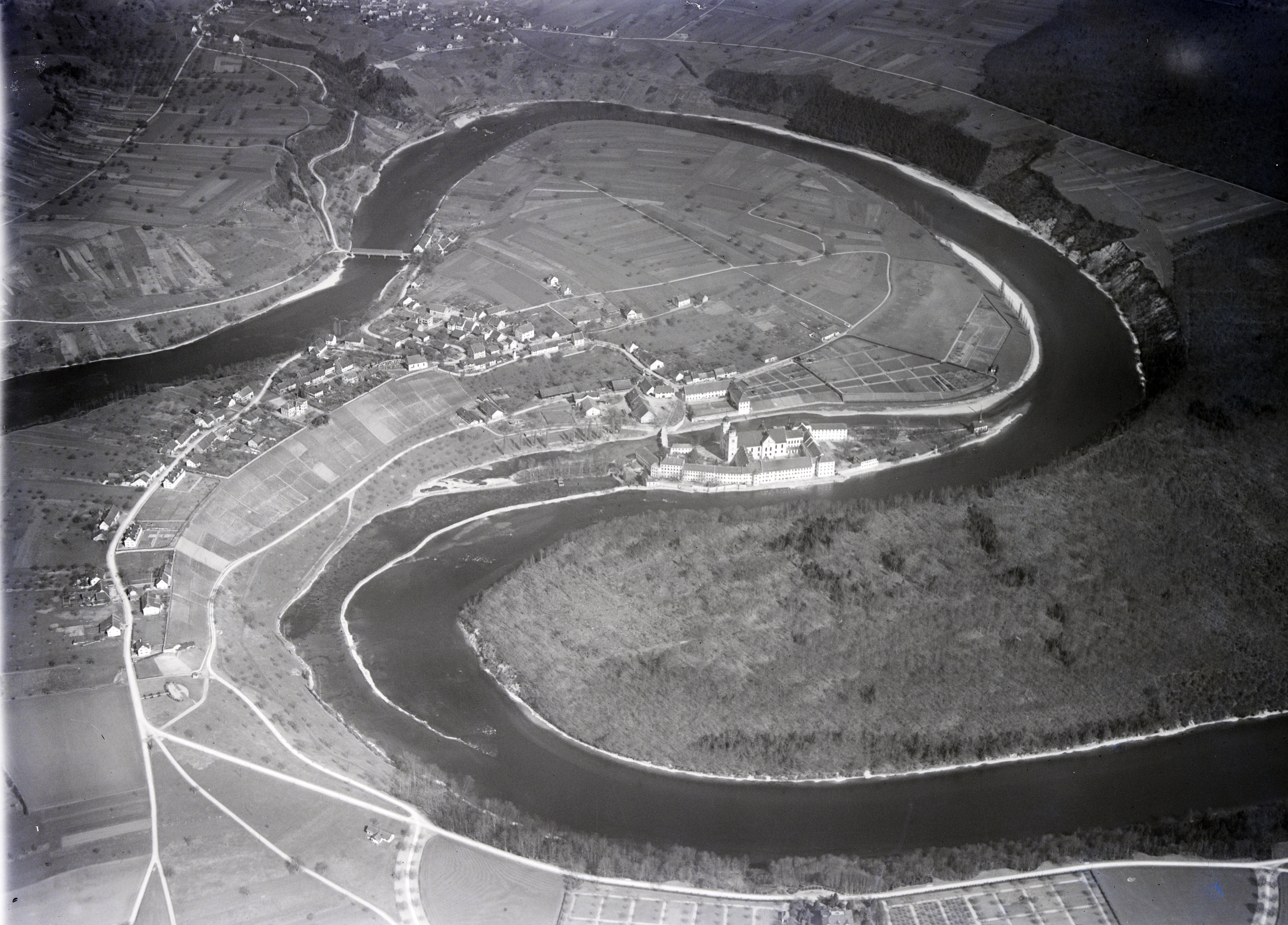
Rheinau, historisches Luftbild von 1929, aufgenommen aus 500 Metern Höhe von Walter Mittelholzer

## Bevölkerung
| Jahr | Einwohner |
| ---- | --------- |
| 1528 | ca. 112*) |
| 1834 | 604       |
| 1850 | 716       |
| 1900 | 1'454**)  |
| 1950 | 2'313**)  |
| 2000 | 1'340     |
| 2005 | 1'308     |
| 2010 | 1'300     |
| 2015 | 1'316     |
| 2020 | 1'291     |
| 2022 | 1'285     |

*) 1528: Zahl der Haushalte, entspricht ca. 450–500 Einwohnern
**) 1900/1950: Zählung umfasst auch Patienten der Kant. Psych. Klinik Rheinau
- Bevölkerungsdichte: 143,6 Einw./km²
- Anzahl Haushalte: 590 (Stand: 2022)[8]
- Konfessionszugehörigkeit: 30,12 % evangelisch-reformiert, 27,78 % römisch-katholisch, 42,10 % andere oder keine konfessionelle Zugehörigkeit (Stand: 2022)[9]

## Politik
Gemeindepräsident ist Andreas Jenni (SP, Stand 2023).
Bei der Nationalratswahl 2019 erreichten die Parteien folgende Wähleranteile: SVP 33,01 %, SP 21,15 %, Grüne 12,84 %, glp 10,72 %, CVP 8,21 %, FDP 6,01 %, BDP 2,18 %, EDU 1,55 %, AL 1,51, EVP 1,39 % und andere (7) 1,45 %.
Die Wähleranteile bei der Nationalratswahl 2023: SVP 32,27 % (−0,74 %), SP 17,89 % (−3,26 %), Die Mitte 13,95 % (+3,56 %), Grüne 9,88 % (−2,96 %), glp 8,88 % (−1,84 %), FDP 7,57 % (+1,56 %), Aufrecht Zürich 2,75 %, EVP 1,89 % (+0,50 %), EDU 1,41 % (−0,15 %), DLA 0,93 % (+0,43 %), Mass-Voll! 0,92 %, andere (9) 1,68 %.
Die Gemeinde erregte Anfang Juni 2018 Aufmerksamkeit, als die SP-Gemeinderätin Karin Eigenheer verkündete, dass der Gemeinderat an der örtlichen Bevölkerung das bedingungslose Grundeinkommen (BGE) testen möchte. Das Projekt wurde von der Aargauer Filmemacherin Rebecca Panian initiiert. Sie versuchte, über Crowdfunding die Mittel dafür einzuwerben. Für das Vorhaben wurden im Juni 2018 Freiwillige gesucht, welche das Projekt unterstützen und dabei als Geldempfänger mitmachen möchten. Ab 2019 sollte jeder Rheinauer über 25 Jahren die Möglichkeit bekommen, ein Jahr lang einen Grundbetrag von monatlich 2500 Franken zu erhalten. Wenn jedoch ein Empfänger mehr verdient als 2500 Franken, könnte er kein BGE mehr beziehen. Es handelte sich also um eine Supplementation des Einkommens auf 2500 Franken, und deshalb wurde die angepriesene Bedingungslosigkeit bereits kritisiert. Im Dezember 2018 wurde bekannt, dass die Finanzierung nicht zustande kam.

## Geschichte

### Frühgeschichte und Mittelalter
Älteste Siedlungsspuren auf dem Gemeindegebiet gehen zurück auf die Bronzezeit. Sie sind nicht zu trennen von der Fundstelle auf der gegenüberliegenden Halbinsel Schwaben von Altenburg-Rheinau auf deutschem Gebiet (Ausgrabungen 1972–1977), wo die Besiedlung noch etwas früher einsetzte. Von Luftbildern war der Siedlungsplatz auf der Halbinsel Rheinau bereits seit 1989 bekannt: ein spätlatènezeitliches Oppidum. Der Rheinübergang an der Verbindung Mittelmeer–Germanien war Kleingewerbe- und Handelsniederlassung. Bei Rettungsgrabungen 1994 an der Austrasse kamen 18 Fundstellen von Grubenhäusern zutage, dabei solche mit Feuerstellen und Schmiedeessen aus dem 1. Jh. v. Chr. 1996–1997 wurde ein weiteres späteisenzeitliches Siedlungsniveau erfasst und wurden neue Erkenntnisse zur keltischen Besiedlung gewonnen mit der Interpretation von Nauheimer-, geschweiften- und Schüsselfibeln, Gürtelhaken, Schildbeschlägen, Münzen und einem Fingerring mit Kristallgemme. Sie datierten die Funde in die Latènezeit D2. 6 Tüpfelplattenfragmente von Werkzeugen zur Silber- und Goldmünzenprägung sind neben einem entsprechenden Beleg vom Üetliberg erste eindeutige Hinweise keltischer Münzprägung auf Zürcher Kantonsgebiet. Vergleichsstücke liegen aus dem benachbarten keltischen Oppidum Altenburg (D) vor. Eine archäologische Luftbildprospektion liess 2002 auf der Halbinsel Au Spuren von Grubenhäusern, Staketenwänden und Palisaden beobachten; ihre Zeitstellung war noch unklar. Konkret war das Relikt einer zum Oppidum gehörigen, spätkeltischen Wallfrontmauer aus Sandsteinplatten, das beim Umbau eines Parkplatzes an der Poststrasse zutage kam und locker mit Bollensteinen hinterfüllt war.
Im Frühmittelalter (vor 858, traditionelles Gründungsjahr 778) wurde das Kloster Rheinau gegründet. Die Ersterwähnung (858, als monasterium Rinauva) findet statt mit der Erhebung zum Reichskloster unter Ludwig dem Deutschen. Im Jahr 1126 befestigte Graf Rudolf von Lenzburg die beim Kloster entstandene Siedlung Rheinau. Der Ortsname ist bereits 858 erstmals belegt als in ipso loco qui dicitur Rinauva. 1241 bezeichnete Kaiser Friedrich II. Rheinau erstmals ausdrücklich als Stadt (civitatem Renogienssem). Zwischen 1288 und 1298 zwang Schirmvogt Rudolf III. von Habsburg-Laufenburg die Bürger von Rheinau, ihre Wohnsitze «auf den Berg» in die später so genannte «Oberstadt» zu verlegen. Mit der Siedlungsverlegung einher ging die Befestigung mit einer Stadtmauer, die den Zugang zur Halbinsel beim heute noch sichtbaren Stadtgraben abschloss.
Das Kloster führte seit dem 14. Jh. einen Salm (Lachs) im Wappen; ein Stadtsiegel mit demselben Wappentier ist seit 1374 belegt. Der Ort unterstand bis 1798 der Klosterherrschaft. In der ersten Hälfte des 18. Jh. hatte sich die Bürgerschaft in zwei langwierigen Prozessen vergeblich gegen die Herrschaftsansprüche der Rheinauer Äbte gewehrt.
Gegen die Ansprüche der Grafen von Sulz wurde 1455 mit der Eidgenossenschaft ein Schutzvertrag abgeschlossen, der das Kloster vor weiteren Übergriffen der benachbarten klettgauischen Adelsfamilien bewahrte. Josias Simmler berichtet von einem speziellen Rheinauer Banner.

### Frühmoderne
Von Zürich her griff 1529 die Reformation auch auf Rheinau über. 1532 wurde das Kloster wiederhergestellt; in der Folge entwickelte es sich zu einem Zentrum der Gegenreformation.

#### Hexenverfolgung in Rheinau ZH
Um 1611 starben 200 von ca. 500 Einwohnern des Städtchens Rheinau an der Pest. In den Jahren 1618 und 1619 wurden in Rheinau sieben Frauen als Hexen verbrannt: 1618 Magdalena Muntelin sowie die Witwen Verena Binder und Anna Schildknecht, im März 1619 Regula Kempf und Ursula Rapold, ebenfalls Witwen, und am 3. Oktober wurde die verheiratete Regula Manz zusammen mit Margaretha Manser auf dem «Galgenbuck» enthauptet und anschliessend verbrannt. Über die Rheinauer Hexenprozesse wurde aufgrund der Forschungen des Rheinauer Historikers Stephan Aregger im September 2019 in den Lokalmedien berichtet. In der Zählung von Otto Sigg (2012, 2019), der insgesamt 84 «Zürcher Hexenmorde» auflistet, sind die Hexenprozesse von Rheinau nicht inbegriffen, da Rheinau zu dieser Zeit nicht zum Hoheitsgebiet der Stadt Zürich gehörte.

### Moderne

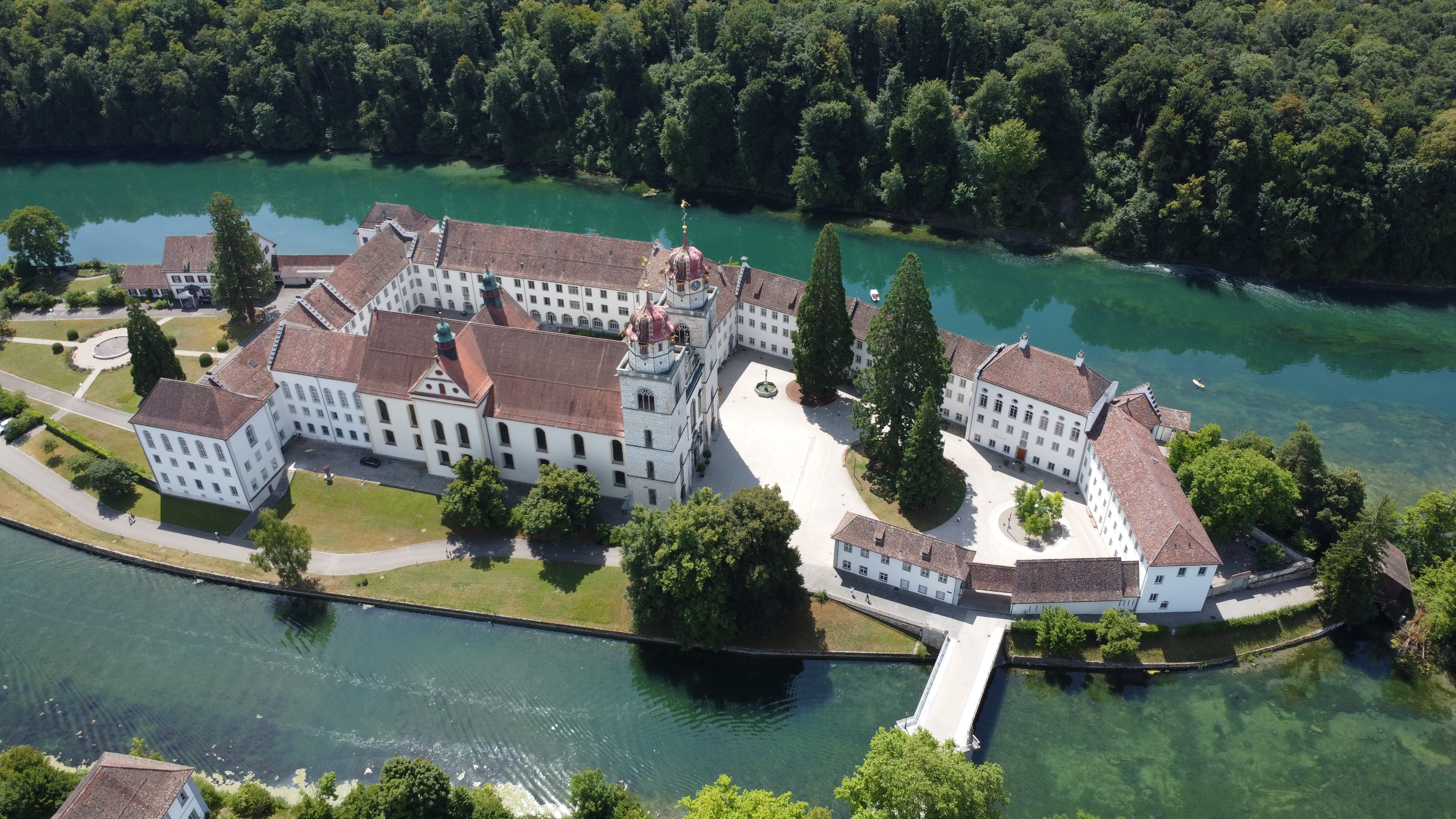
Die ehemalige Benediktinerabtei auf der Rheininsel

Während der Wirren nach dem französischen Einmarsch in die Schweiz im Jahr 1798 wurde das Kloster vorübergehend aufgelöst, 1803 im Rahmen der Mediation aber wiederhergestellt.
Die Gründung der modernen Gemeinde Rheinau und ihre Eingliederung in den Kanton Zürich datieren auf die Mediationsverfassung von 1803. In den Abteigebäuden auf der Insel wurde nach der Aufhebung des Klosters 1862 bis 2000 eine psychiatrische Klinik untergebracht. 2014 wurde in einem Teil des ehemaligen Klosters die Musikinsel Rheinau eröffnet.
Das Gemeindewappen mit der Blasonierung In Blau ein gestreckter linkssteigender silberner Salm wurde am 21. Dezember 1928 eingeführt. Es basiert auf dem Stadtsiegel von 1374 bzw. 1646.

## Forensische Klinik
Im August 2007 wurde nach zwei Jahren Bauzeit in Rheinau die forensische Klinik der PUK Zürich fertiggestellt. Der Klinik angegliedert ist ein Gefängnis. Es werden psychisch kranke Straftäter aus der gesamten Deutschschweiz aufgenommen.

## Möglicher Endlager-Standort
Schon seit den 1990er Jahren gilt das Zürcher Weinland aufgrund seiner Opalinuston-Gesteinsschichten im geologischen Untergrund als möglicher Standort für ein Endlager von radioaktiven Abfällen. Im Januar 2015 hat die Nagra ihre ergebnisoffene Suche mit drei Standorten für hochradioaktive Abfälle (HAA) und sechs Standorten für schwach- und mittelradioaktive Abfälle (SMA) auf zwei Standorte eingeschränkt: die Region Bözberg im Aargau und das Zürcher Weinland. Beide Standorte eignen sich demnach auch für ein kombiniertes Lager HAA und SMA und werden von der Nagra als die geologisch-technisch geeignetsten Standorte eingestuft. Welcher Standort (allenfalls wären es auch beide, einer für HAA und einer für SMA) schliesslich ausgewählt wird, entscheiden im weiteren Verlauf des Verfahrens Nagra und ENSI sowie auf politischer Ebene das Bundesparlament und allenfalls eine Volksabstimmung.
Die Oberflächen-Anlagen für das Lager befänden sich auf dem Gebiet der Gemeinden Rheinau ZH und Marthalen.

## Sehenswürdigkeiten
- Kloster Rheinau
- Bergkirche St. Nikolaus
- Spitzkirche St. Magdalena
- Rheinbrücke Rheinau–Altenburg

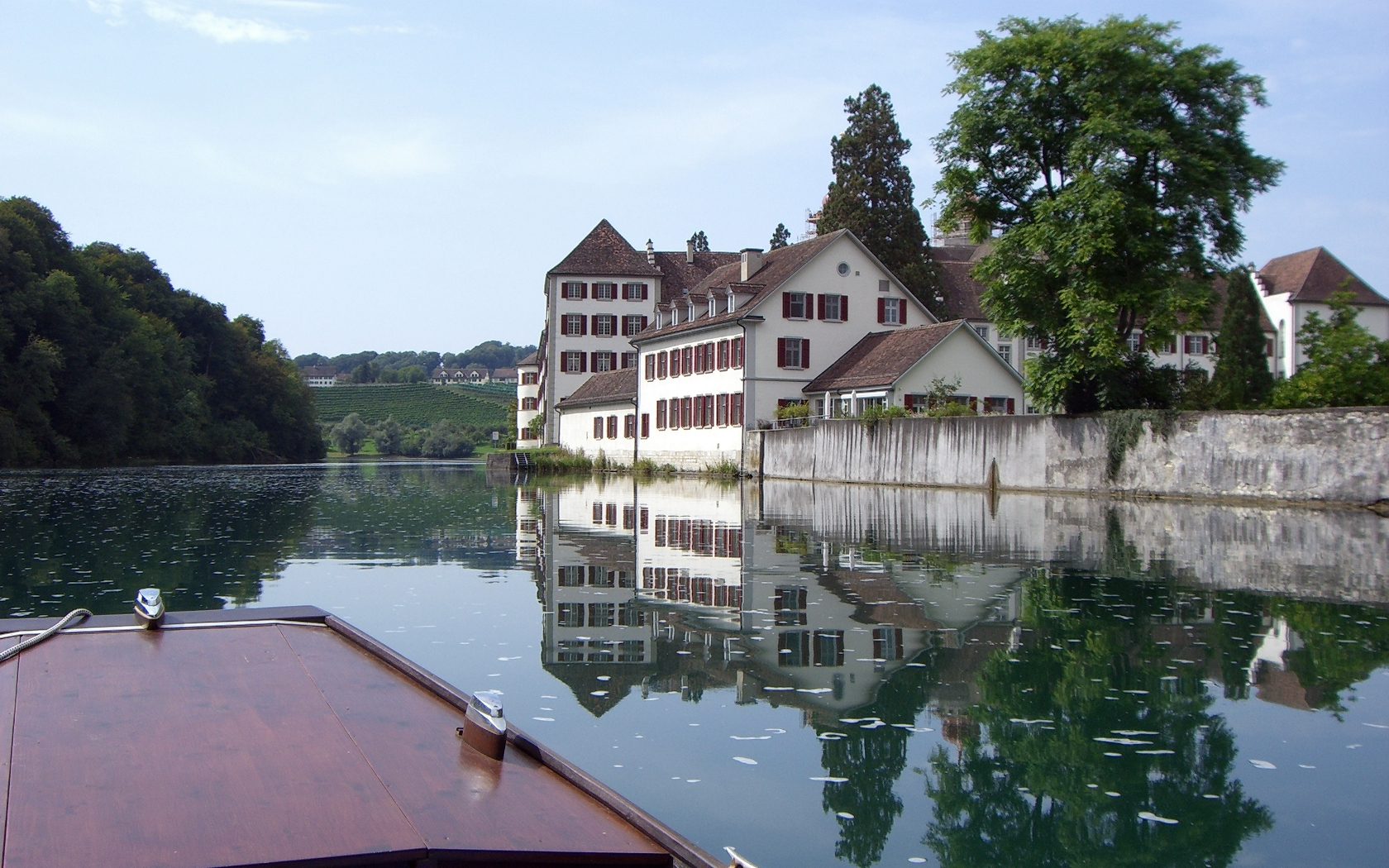
Hochrhein bei Rheinau
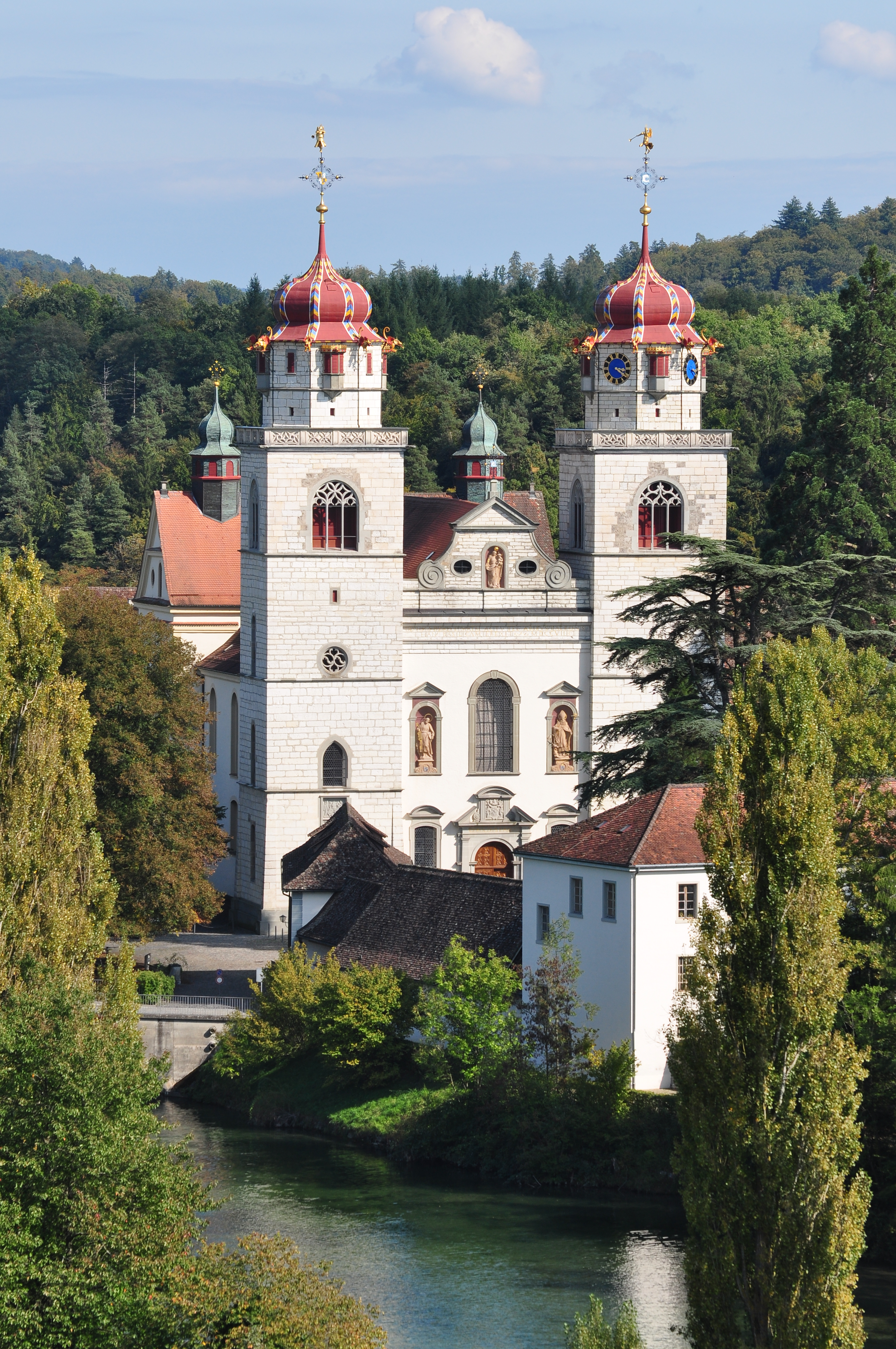
Rheinau – ehemalige Benediktinerabtei
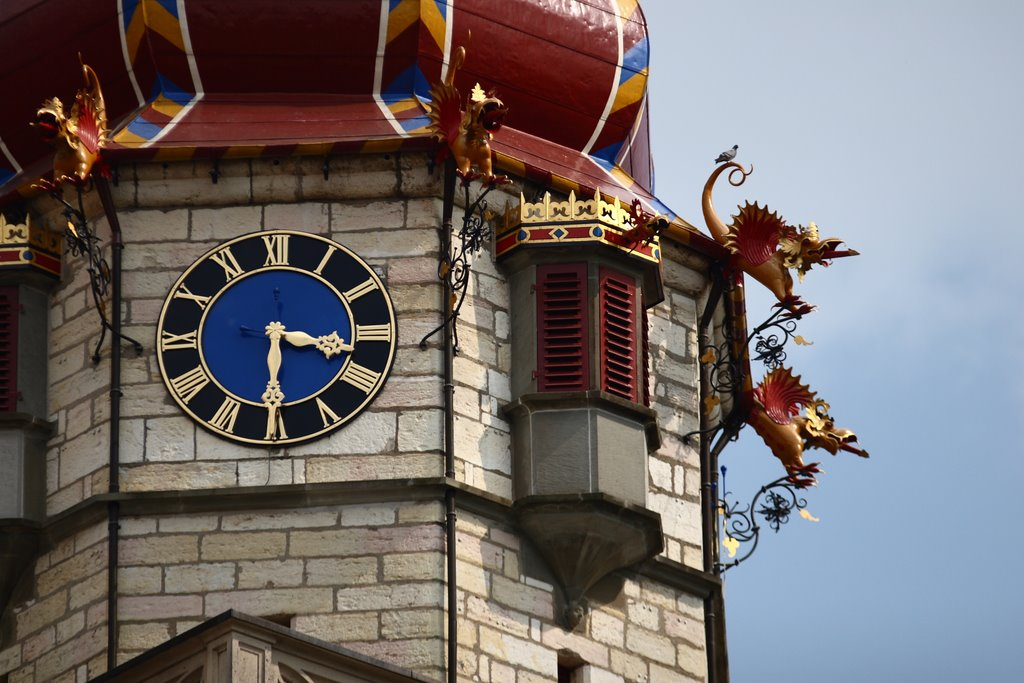
16 männliche und weibliche Drachen als Wasserspeier
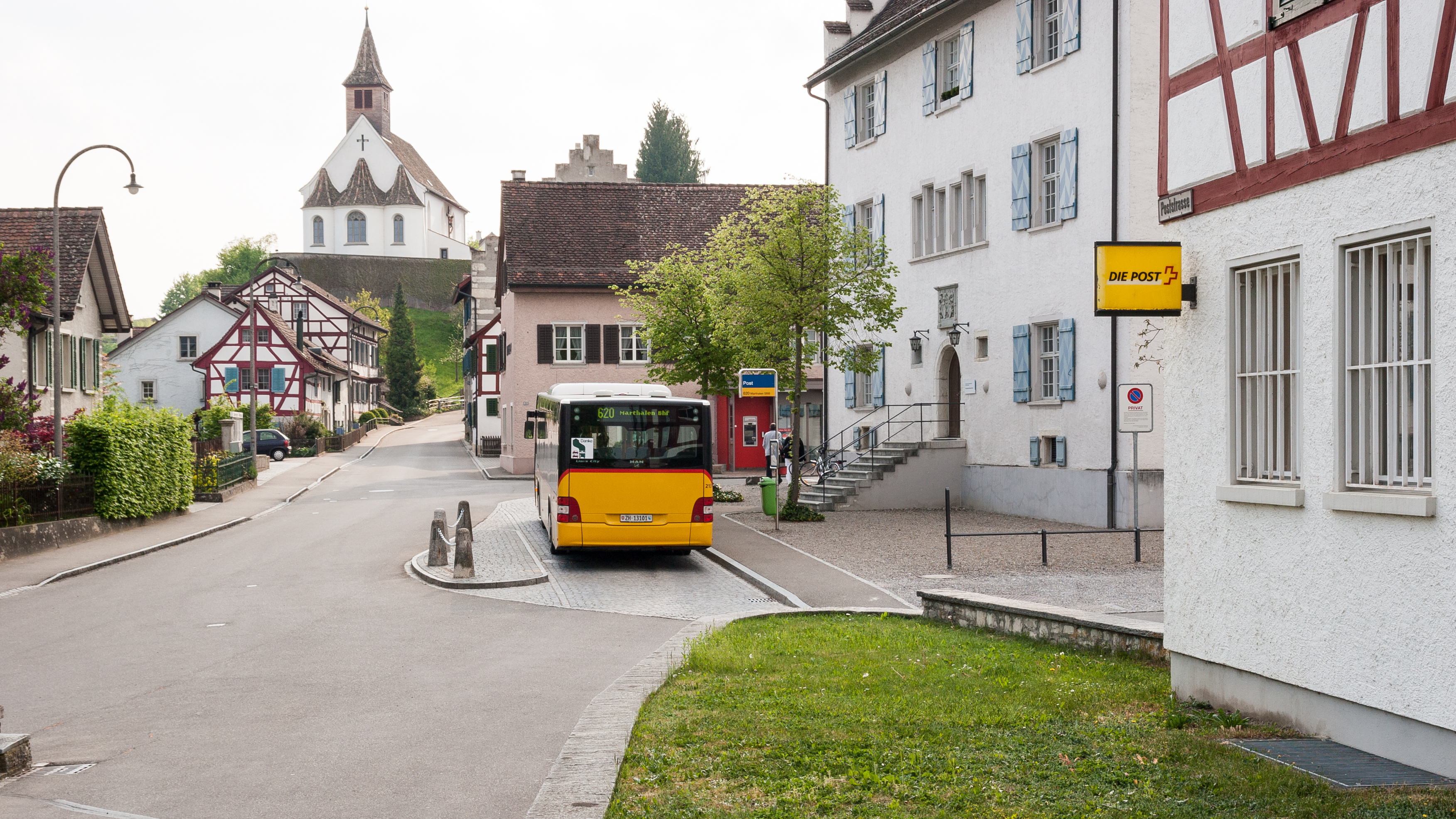
Rheinau: Poststrasse mit Bergkirche im Hintergrund und Kirchgemeindezentrum rechts
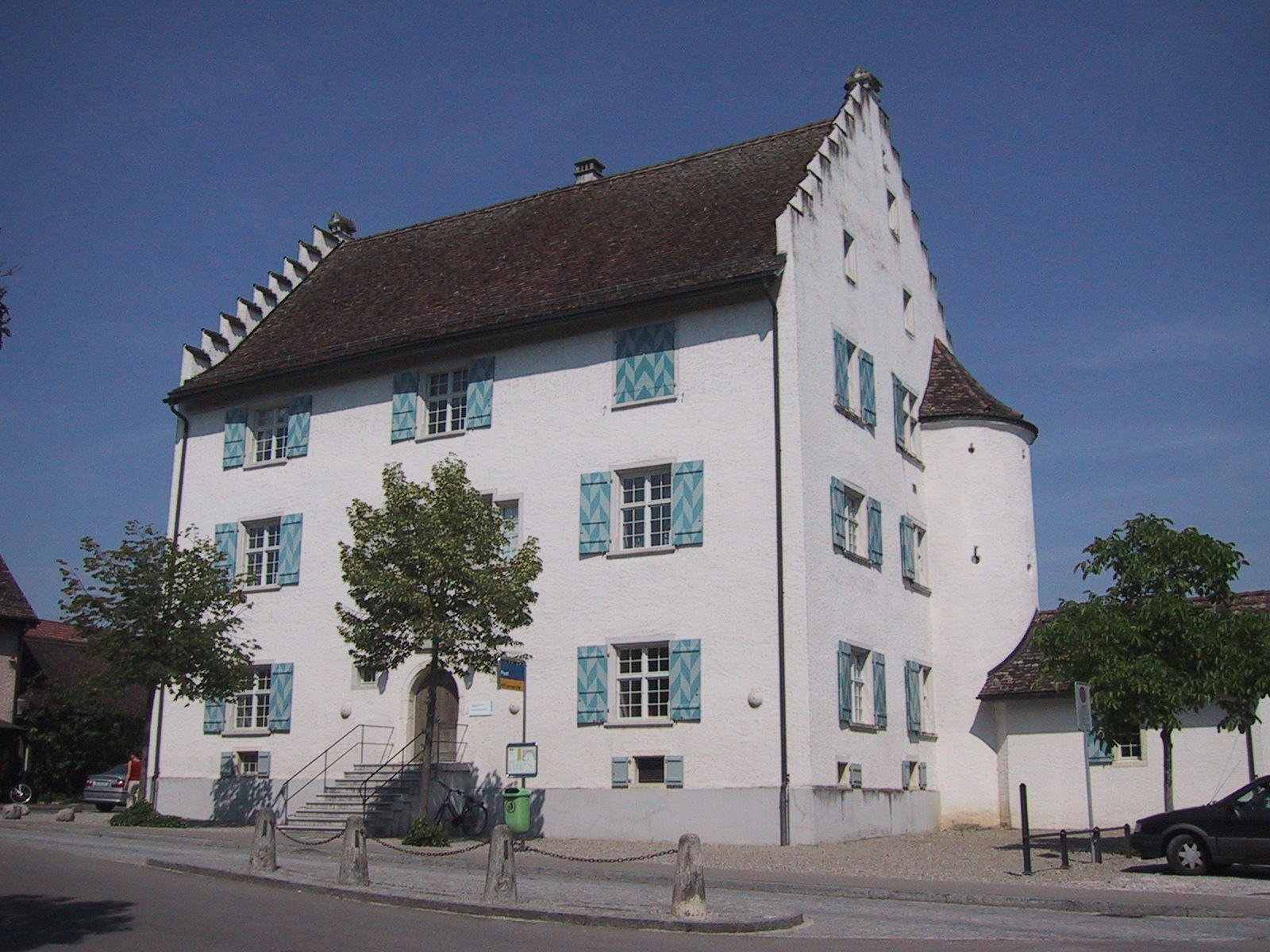
Kirchgemeindezentrum in Rheinau, ehemaliges Schloss der Grafen von Waldkirch-Muntprat, später im Besitz der Familie Schneller zu Lottstetten
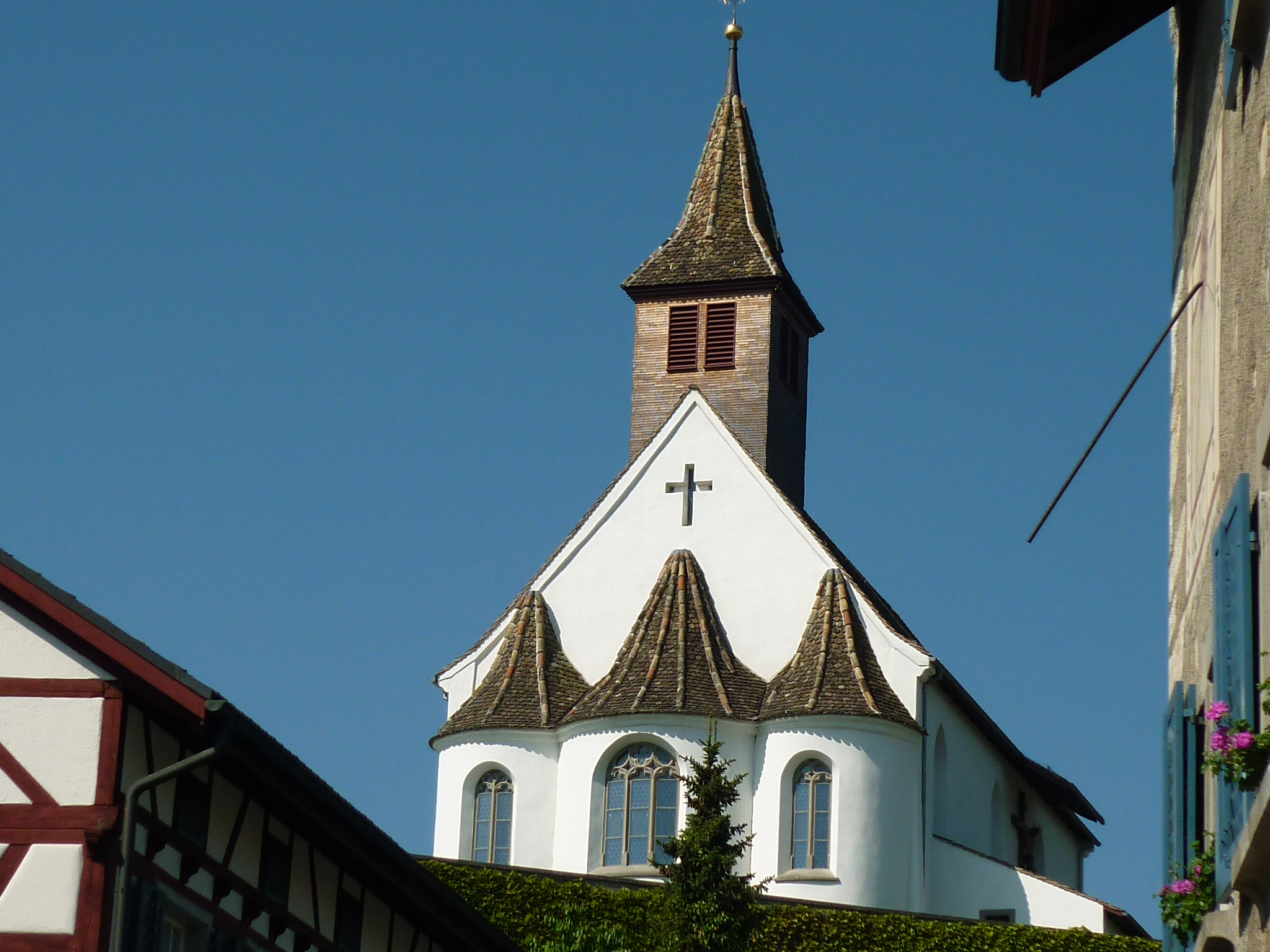
Bergkirche Rheinau St. Nikolaus mit Apsiden aus dem 16. Jahrhundert

## Persönlichkeiten

### Ehrenbürger
- 1870: Johann Wipf (1802–1874), Pater Pirmin
- 1923: Friedrich Ris (1867–1931), Leiter der Psychiatrie Rheinau 1898–1931 und Libellenforscher
- 1943: Rupert Nieberl (1872–1949)